# Simonestus semiluna
Simonestus semiluna är en spindelart som först beskrevs av F. O. Pickard-Cambridge 1899.  Simonestus semiluna ingår i släktet Simonestus och familjen flinkspindlar. Inga underarter finns listade i Catalogue of Life.